# Arthur Sonnen

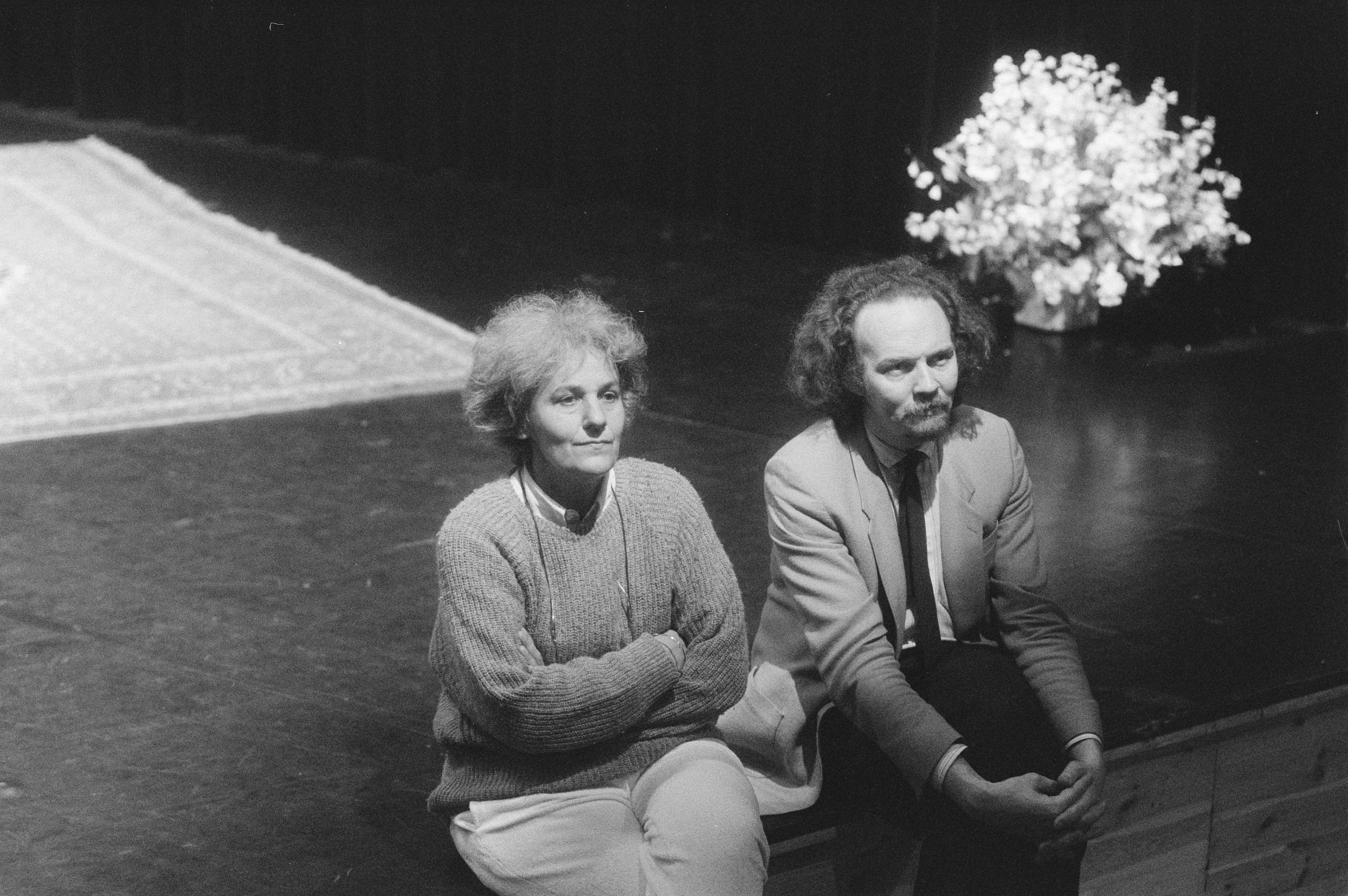
Links Mnouchkine en rechts Sonnen in 1986

Arthur Victor Johan Marie Sonnen, ook wel Thur Sonnen (Maastricht, 16 januari 1946 – Amsterdam, 14 juni 2024) was een Nederlands programmeur en organisator binnen de Nederlandse theaterwereld.
Sonnen was een zoon van Maria Adelaide (Rie) Pinckaers (1918-1993) en arts Jan Marie Sonnen (1919-1983). Hijzelf had een relatie met Jeannette Hoek en psychotherapeute drs. Justine barones van Lawick (1950), telg uit het geslacht Van Lawick.
Sonnen volgde de middelbare schoolopleiding aan kostscholen waarbij hij zich aansloot bij schooltoneel. Daarna volgde hij een toneelregie-opleiding aan de Amsterdamse Toneelschool om erachter te komen dat dat niets voor hem was. Hij stapte over naar theaterwetenschap. Hij sloot zich aan bij de theaterprotestgemeenschap Aktie Tomaat (1969), al keek hij daar later met wat gemengde gevoelens op terug. Hij probeerde verder te studeren via Stufofes (uitvoeringen studententoneelverenigingen). Desondanks of als gevolg daarvan ging hij als dramaturg les geven aan de Toneelacademie Maastricht.
Hij werkte vervolgens bij het Holland Festival. Hij was er eerst krattensjouwer en podiumbouwer. Daarbij volgde langzaam onder invloed van Jo Elsendoorn en zijn werkzaamheden voor Stufodes uitbreiding van zijn werkzaamheden voor het festival, zoals organisatie van de muziekactiviteiten met als hoogtepunt de uitvoering van een werk van Mauricio Kagel. Vanaf 1978/1979 was hij samen met directeur Frans de Ruiter (en vanaf 1985 met Ad 's-Gravesande) jarenlang programmeur bij het Holland Festival, waar hij verantwoordelijk werd voor toneel. In het eerste seizoen haalde hij de Württembergische Staatstheater Stuttgart naar Nederland. Hij engageerde ook musici voor het festival, zoals Philip Glass, voor het theater Heiner Müller en Ariane Mnouchkine.
In 1982 werd hij voor even theaterprogrammeur bij het Theaterfestival van Parma. Vanuit het Holland Festival richtte hij in 1987 het Nederlands-Vlaams Theaterfestival op. Beide instellingen leidde hij enige tijd tegelijkertijd. In 1991 legde hij de functie bij het Holland Festival neer. In 2004 stopte hij met zijn werkzaamheden voor het Nederlands-Vlaamse festival.
Hij bleef echter betrokken bij het toneel: hij werkte voor Stichting Internationale Culturele Activiteiten (Sica) en Platform European Theatre Academies (Pleta).

Zijn rouwadvertentie (met beide levenspartners) na zijn plotseling overlijden meldt een citaat van Anton Tsjechov: 
Alle bestaan berust op een geheim
. Familie en kennissen omschreven hem daarin: 
Eén en al Theater
.
- Digitale Bibliotheek voor de Nederlandse Letteren: sonn016
- International Standard Name Identifier: 0000 0000 7812 3853
- Library of Congress Control Number: no2010054998
- Nederlandse Thesaurus van Auteursnamen: 102653194
- Système universitaire de documentation: 167817035
- Virtual International Authority File: 120513857